# Grandfather
Grandfather est un village américain situé dans le comté d'Avery, dans l'État de Caroline du Nord. En 2010, sa population était de 25 habitants.

## Source de la traduction
- (en) Cet article est partiellement ou en totalité issu de l’article de Wikipédia en anglais intitulé « Grandfather, North Carolina » (voir la liste des auteurs).